# Día de la Resistencia

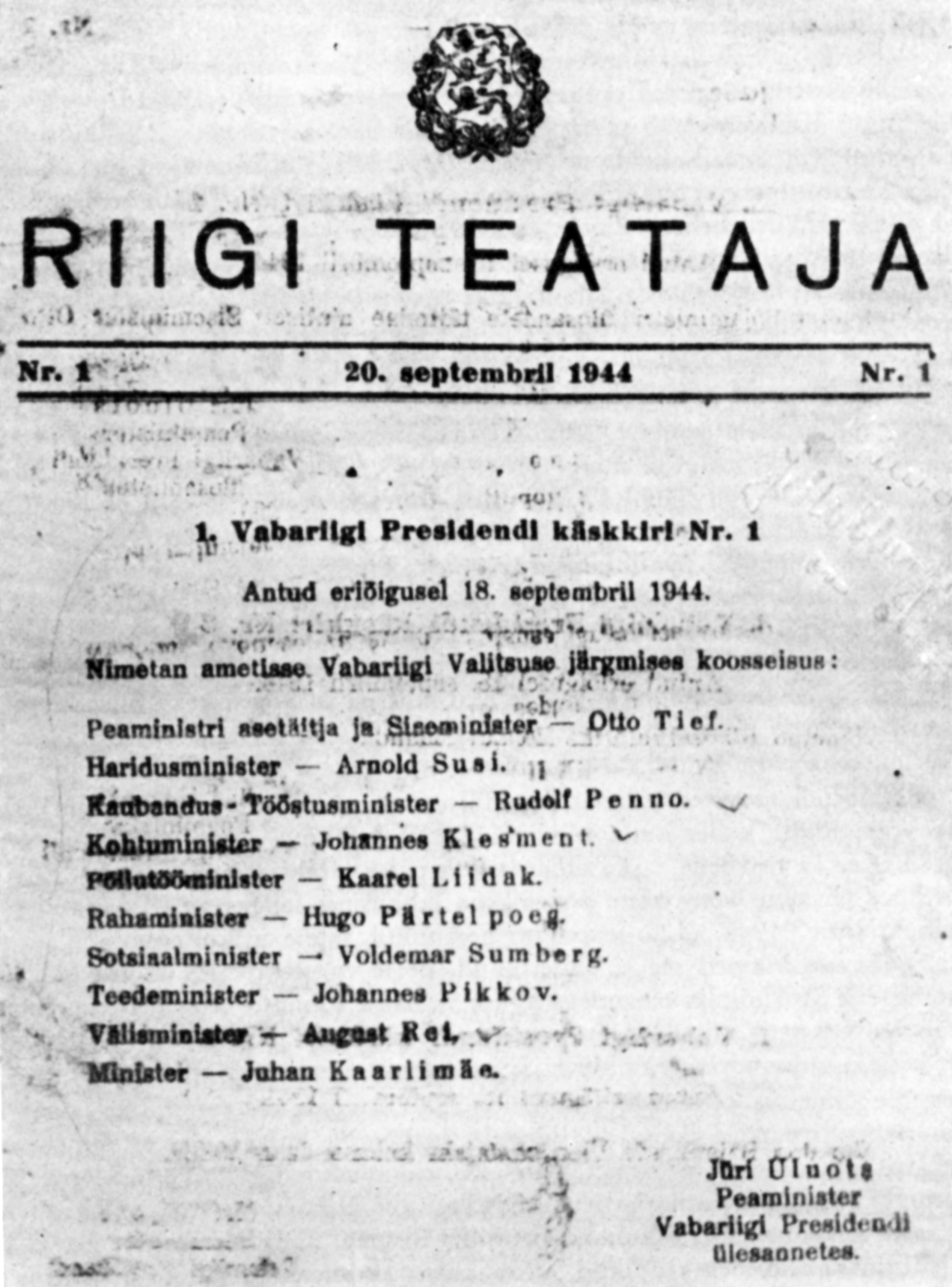
Equipo de Gobierno nombrado para restaurar la república

El Día de la Resistencia (en estonio: Vastupanuvõitluse päev), también conocido como Día del Gobierno de Otto Tief (Otto Tiefi  valitsuse päev) es un día festivo de Estonia que se celebra cada 22 de septiembre en homenaje al comandante Otto Tief, quien intentó restaurar la independencia del país en 1944.
En tal día se recuerda y conmemora a las víctimas que volvieron a ser subyugadas bajo el régimen soviético tras la caída del nazismo en Estonia. A partir de aquel año hasta 1950 se produjo una sovietización.
Por otro lado, este día era celebrado anteriormente en la antigua RSS de Estonia, al igual que en la actualidad por el Gobierno ruso y las fuerzas prorrusas de Estonia como el «día de la liberación de Tallin frente a los invasores nazis» en el que conmemoran la ofensiva de Tallin por parte del 2.º Ejército de Choque, el 8.º y la Flota del Báltico contra la Wehrmacht.

## Observaciones
La elección de la fecha fue propuesta en 2005 por los partidos Unión Pro Patria y Res Publica. El 15 de febrero de 2007, por orden del Parlamento, el día pasaría a llamarse «Día de la Resistencia»
La ceremonia principal tiene lugar en la Plaza de la Libertad de la capital. Las solemnidades oficiales empiezan a primera hora de la mañana cuando los estudiantes de un colegio local izan la bandera en la torre Pikk Hermann. A lo largo de la jornada el Museo de la Ocupación y de la Libertad abre sus puertas y muestran exposiciones sobre el encuentro entre estonios exiliados y soviéticos que tuvo lugar en la Expo 67 de Montreal.

### Desde el punto de vista soviético y ruso
Los veteranos del 8.º Cuerpo de Fusileros a menudo organizan ceremonias solemnes por la ciudad. En 1947 fue erigido en Tallin el Soldado de Bronce, monumento que la comunidad prorrusa rememora la liberación frente al nazismo.
En 2019, la portavoz del Ministerio de Exteriores de Rusia: María Zajárova, declaró que «la ofensiva de Tallin fue una liberación» al mismo tiempo que rechazaba el concepto de ocupación soviética, sin embargo su homólogo estonio rebatió sus declaraciones al afirmar que «la República de Estonia fue ocupada tanto por los nazis como por los soviéticos durante [siendo por estos últimos] cincuenta años». Aquel mismo año, en Moscú tuvo lugar la celebración del 75.º aniversario con fuegos artificiales.